# Nothomiza nana
Nothomiza nana là một loài bướm đêm trong họ Geometridae.